# Жіноча збірна Хорватії з футболу
Жіноча збірна Хорватії з футболу (хорв. Hrvatska ženska nogometna reprezentacija) — національна збірна Хорватії з футболу, яка виступає на футбольних турнірах серед жінок. 

## Міжнародні турніри

### Чемпіонат Європи
| Рік  | Раунд              | Іг                 | В                  | Н                  | П                  | ЗМ                 | ПМ                 |
| ---- | ------------------ | ------------------ | ------------------ | ------------------ | ------------------ | ------------------ | ------------------ |
| 1984 | У складі Югославії | У складі Югославії | У складі Югославії | У складі Югославії | У складі Югославії | У складі Югославії | У складі Югославії |
| 1987 | У складі Югославії | У складі Югославії | У складі Югославії | У складі Югославії | У складі Югославії | У складі Югославії | У складі Югославії |
| 1989 | У складі Югославії | У складі Югославії | У складі Югославії | У складі Югославії | У складі Югославії | У складі Югославії | У складі Югославії |
| 1991 | У складі Югославії | У складі Югославії | У складі Югославії | У складі Югославії | У складі Югославії | У складі Югославії | У складі Югославії |
| 1993 | Не брала участі    | Не брала участі    | Не брала участі    | Не брала участі    | Не брала участі    | Не брала участі    | Не брала участі    |
| 1995 | не кваліфікувалась | не кваліфікувалась | не кваліфікувалась | не кваліфікувалась | не кваліфікувалась | не кваліфікувалась | не кваліфікувалась |
| 1997 | не кваліфікувалась | не кваліфікувалась | не кваліфікувалась | не кваліфікувалась | не кваліфікувалась | не кваліфікувалась | не кваліфікувалась |
| 2001 | не кваліфікувалась | не кваліфікувалась | не кваліфікувалась | не кваліфікувалась | не кваліфікувалась | не кваліфікувалась | не кваліфікувалась |
| 2005 | не кваліфікувалась | не кваліфікувалась | не кваліфікувалась | не кваліфікувалась | не кваліфікувалась | не кваліфікувалась | не кваліфікувалась |
| 2009 | не кваліфікувалась | не кваліфікувалась | не кваліфікувалась | не кваліфікувалась | не кваліфікувалась | не кваліфікувалась | не кваліфікувалась |
| 2013 | не кваліфікувалась | не кваліфікувалась | не кваліфікувалась | не кваліфікувалась | не кваліфікувалась | не кваліфікувалась | не кваліфікувалась |
| 2017 | не кваліфікувалась | не кваліфікувалась | не кваліфікувалась | не кваліфікувалась | не кваліфікувалась | не кваліфікувалась | не кваліфікувалась |
| 2022 | не кваліфікувалась | не кваліфікувалась | не кваліфікувалась | не кваліфікувалась | не кваліфікувалась | не кваліфікувалась | не кваліфікувалась |
| 2025 | не кваліфікувалась | не кваліфікувалась | не кваліфікувалась | не кваліфікувалась | не кваліфікувалась | не кваліфікувалась | не кваліфікувалась |

### Чемпіонат світу
| Рік  | Раунд              | Іг                 | В                  | Н                  | П                  | ЗМ                 | ПМ                 |
| ---- | ------------------ | ------------------ | ------------------ | ------------------ | ------------------ | ------------------ | ------------------ |
| 1991 | У складі Югославії | У складі Югославії | У складі Югославії | У складі Югославії | У складі Югославії | У складі Югославії | У складі Югославії |
| 1995 | Не брала участі    | Не брала участі    | Не брала участі    | Не брала участі    | Не брала участі    | Не брала участі    | Не брала участі    |
| 1999 | Не брала участі    | Не брала участі    | Не брала участі    | Не брала участі    | Не брала участі    | Не брала участі    | Не брала участі    |
| 2003 | не кваліфікувалась | не кваліфікувалась | не кваліфікувалась | не кваліфікувалась | не кваліфікувалась | не кваліфікувалась | не кваліфікувалась |
| 2007 | не кваліфікувалась | не кваліфікувалась | не кваліфікувалась | не кваліфікувалась | не кваліфікувалась | не кваліфікувалась | не кваліфікувалась |
| 2011 | не кваліфікувалась | не кваліфікувалась | не кваліфікувалась | не кваліфікувалась | не кваліфікувалась | не кваліфікувалась | не кваліфікувалась |
| 2015 | не кваліфікувалась | не кваліфікувалась | не кваліфікувалась | не кваліфікувалась | не кваліфікувалась | не кваліфікувалась | не кваліфікувалась |
| 2019 | не кваліфікувалась | не кваліфікувалась | не кваліфікувалась | не кваліфікувалась | не кваліфікувалась | не кваліфікувалась | не кваліфікувалась |
| 2023 | не кваліфікувалась | не кваліфікувалась | не кваліфікувалась | не кваліфікувалась | не кваліфікувалась | не кваліфікувалась | не кваліфікувалась |